# Passu Sar
Passu Sar (in urdu: پسو سر; anche conosciuto come Passu I) è una cima del gruppo del Batura Muztagh, facente parte della catena del Karakorum  situato nel Distretto di Gilgit nel Gilgit-Baltistan, in Pakistan, a ovest della Valle dello Hunza. è il punto più alto del massiccio del Passu, che include anche il Passu Diar (o "Passu East", "Pasu II"). la cima si trova sulla cresta principale del Batura Muztagh, circa 7 km a est di Batura Sar.
Passu Sar è stato scalato per la prima volta il 7 agosto 1994 da Max Wallner, Dirk Naumann, Ralf Lehmann, and Volker Wurnig.